# Valika Smeulders

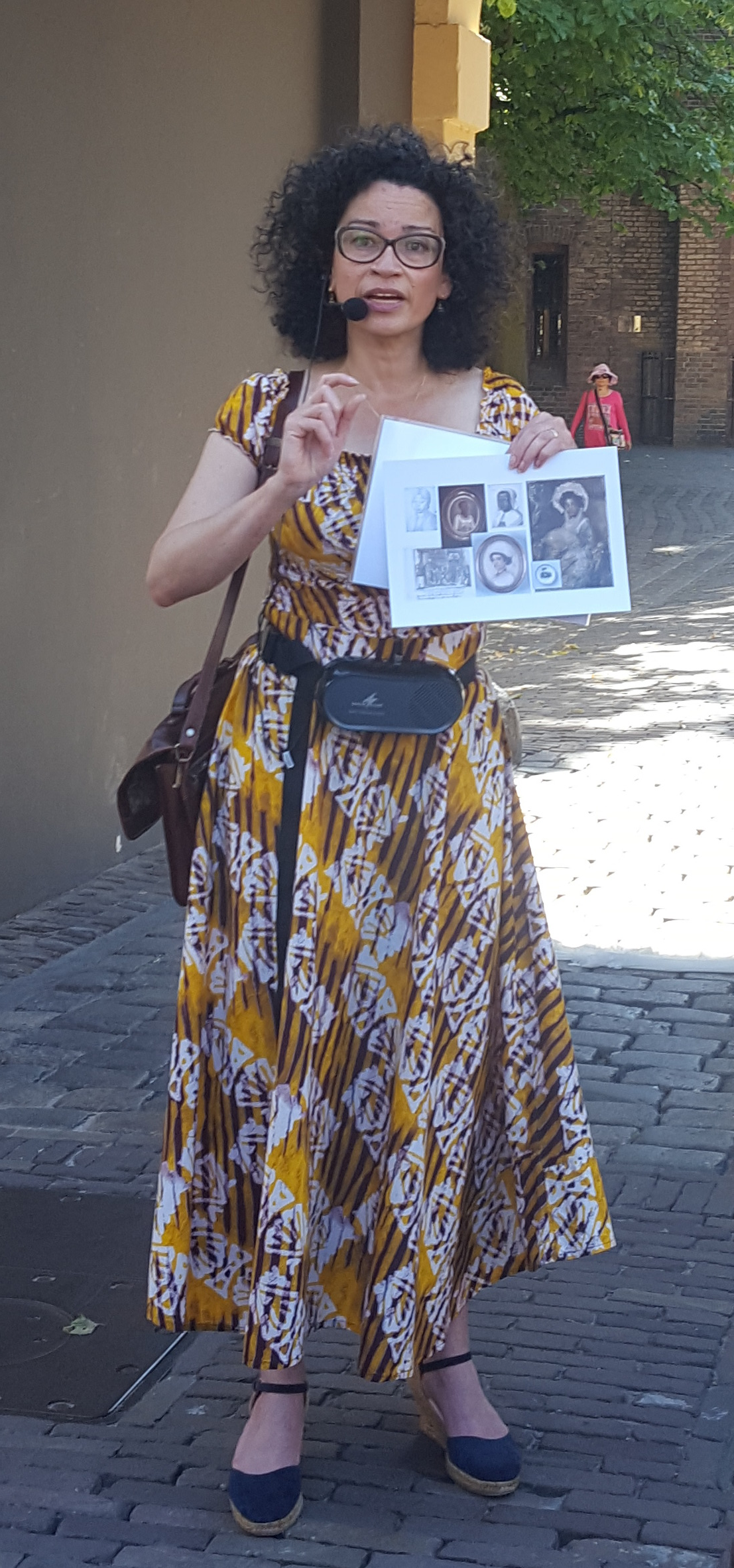
Valika Smeulders in 2018

Dr. Valika Terry Smeulders (Willemstad (Curaçao), 23 maart 1969) is een Nederlands wetenschapper en curator. Van 2017 tot 2020 was ze conservator bij het Rijksmuseum Amsterdam en ze is daar sindsdien hoofd geschiedenis.

## Biografie
Smeulders werd geboren in een onderwijzersgezin, zowel vader Jan Smeulders als moeder Norine MacDonald stond voor de klas. Vader was enige tijd woordvoerder bij de politieke partij Frente Obrero Liberashon.
Haar jeugd bracht ze door op de Nederlandse Antillen, in Suriname en Nederland met een middelbare schoolopleiding in Emmastad (Peter Stuyvesant College, 1981-1987). Vervolgens studeerde ze aan de Rijksuniversiteit Leiden "Talen en culturen van Latijns-Amerika" (1988-1993) waarbij ze ook een jaar ter plekke studeerde aan de Ibero-Amerikaanse Universiteit in Mexico-Stad. Er kwamen jaren waarin ze werkzaam was als projectmanager, journalist en onderzoeker van/naar diversiteit in Nederland. 
Vanaf 2005 studeerde ze wederom maar toen aan de Erasmus Universiteit Rotterdam, "Heritage Studies" waarbij zo promoveerde op het proefschrift Slavernij in perspectief.  Hiervoor verrichtte ze onder meer veldwerk op de Antillen en in Suriname, Ghana en Zuid-Afrika.
Van 2013 tot 2020 was ze eigenaar van Pasado Presente, een organisatie die kunst en cultuur bevordert in Den Haag. Van 2017 tot 2020 was conservator bij het Rijksmuseum en in dezelfde periode werkte ze aan postdoctoraal onderzoek aan het Koninklijk Instituut voor Taal-, Land- en Volkenkunde (2017-2020). In 2020 volgde ze Martine Gosselink op als hoofd geschiedenis bij het Rijksmuseum, toen Gosselink naar het Mauritshuis vertrok als directrice. Verder is Smeulders lid van de Adviescommissie Nationaal Beleidskader Koloniale Collecties, Raad voor Cultuur.
Ze schreef voor het Comité Koninkrijksrelaties samen met Jörgen Raymann en Milouska Meulens de theatervoorstelling One happy kingdom met uitvoeringen in Diligentia.
In 2019 ontving ze de Black Achievement Award in de Categorie Onderwijs en Wetenschap. 
In 2021 richtte ze samen met drie andere vrouwen in het Rijksmuseum de tentoonstelling Slavernij in, doch die werd geplaagd door een bezoekersverbod in verband met de coronapandemie. In die tentoonstelling werden tien verhalen uit het slavernijtijdperk tot leven gebracht aan de hand van de collectie van het Rijksmuseum, waarbij Smeulders de nadruk legde op “wat je niet ziet” maar er wel was. 